# Финикия
Финики́я (от греч. Φοινίκη, Phoinī́kē, буквально «страна пурпура», финик. 𐤐𐤕, Pūt) — древний регион на восточном побережье Средиземного моря с центром в современном Ливане. Крайней северной точкой Финикии было устье реки Оронт, а южной — гора Кармель. На юге Финикия граничила с Израильским царством, а на Востоке и Севере — с Сирией. По Геродоту, Финикия простиралась от Посидия до Израильского царства. При Селевкидах её считали от Орфосии (устье Нар-Берида) до устья Нар-Зерка. Из более поздних географов одни (например, Страбон) считают Финикией весь берег до Пелусия, другие южную границу её помещают у Кесарии и Кармеля. Только римское позднее провинциальное деление распространило имя Финикии на прилегающие к полосе внутренние области до Дамаска, а впоследствии стало различать Финикию Приморскую от Ливанской. При Юстиниане даже Пальмира была включена в состав последней.
Жители страны, финикийцы, создали мощную талассократическую цивилизацию с развитыми ремёслами, морской торговлей и богатой культурой. Финикия торговала практически со всеми странами и государствами древнего мира. Финикийская письменность стала одной из первых зафиксированных в истории систем фонетического письма. Наивысший расцвет финикийской цивилизации приходится на 1200—800 год до нашей эры.

## Финикийские города
Отдельные финикийские поселения превратились в самостоятельные города-государства. В ранний период главную роль играл Сидон, позднее его место занял Тир. Другие города Финикии — Акко, Ахзив, Сарепта Сидонская, Берит (современный Бейрут), Библ (Гебал), Триполи и Арвад. Иногда к финикийским городам относят также и расположенный к северу от Финикии Угарит (современная Рас-Шамра).

## Название
Название «Финикия» происходит, вероятно, от греч. φοινως — «пурпурный», возможно связано с производством пурпурной краски из особого вида моллюсков, обитавших у побережья Финикии, которое было одним из основных промыслов местных жителей.
Этимология прослеживается в разделе Финиковая пальма. Вероятно, греки, подплывавшие к берегам Финикии с запада, увидели в лучах восходящего Солнца пальмы, живо напомнившие оперение мифической птицы.
Также существует версия, что название происходит от египетского слова «фенеху» — «строитель кораблей», так как финикийцы действительно занимались мореплаванием и кораблестроением.
Впервые это название встречается у Гомера и часто упоминается у греческих историков. У Гомера название «финикийцы» — синоним «сидонян». По всей видимости, Финикия — греческий эквивалент названия Ханаан. В более поздний период в переводе Септуагинты название «ханаанеи» регулярно переводится в евангелиях как «финикийцы» (ср. Мк. 7:26; Мф. 15:22; Деян. 11:19; 15:3; 21:2).

## История

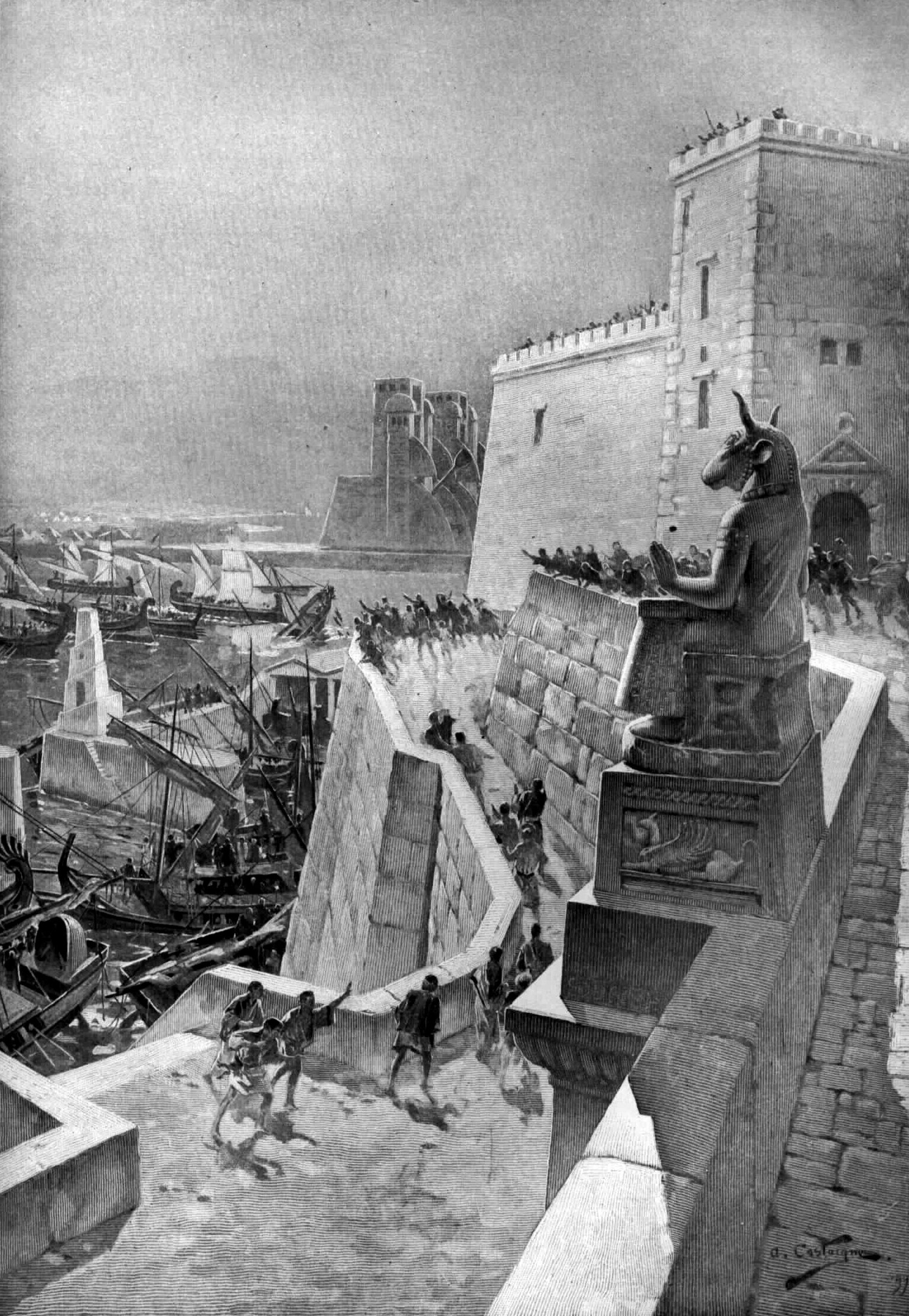
Морской бой во время осады Тира в Южном Ливане (350 год до н. э.). Рисунок Кастень, Андре, 1888–89 гг.

Прибрежное положение финикийских городов способствовало развитию торговли. Установлено, что уже во II тысячелетии до н. э. существовали торговые связи между финикийскими городами и Египтом. В XIII веке до н. э. Финикия испытала нашествие народов моря. С одной стороны ряд городов был разрушен и пришёл в упадок, с другой — народы моря ослабили Египет, что привело к независимости и возвышению Финикии, где главную роль стал играть Тир.
Период наивысшего подъёма торговли финикийцев начался около 1200 года до н. э., когда внутренние области Сирии были заняты арамеями. Финикийцы начали строить большие (30 м длиной) килевые корабли с тараном и прямым парусом. Однако развитие кораблестроения привело к уничтожению кедровых лесов Ливана. Тогда же финикийцы изобрели свою письменность. Уже в XII веке до н. э. были основаны колонии Кадис (Испания) и Утика (Тунис). Затем колонизации подверглась Сардиния и Мальта. На Сицилии финикийцы основали город Палермо.
В VIII веке до н. э. Финикия была захвачена Ассирией. Финикийские города готовы были скорее платить дань материковым государствам, при условии, что те не будут мешать их торговле, чем вести долгие войны за независимость. Финикия перешла под власть персов в 538 году до н. э. В результате финикийские колонии западного Средиземноморья получили независимость и объединились под началом Карфагена (в VI веке до н. э.). 
В 332 году до н. э. Финикию захватил Александр Македонский. Примечательна осада Тира. Вскоре, однако, Тир был восстановлен. Тяжёлым ударом для финикийской торговли впоследствии стало падение и окончательное разрушение Карфагена. В I веке до н. э. Финикия была завоёвана царём Великой Армении Тиграном Великим. В римскую эпоху Финикия вошла в провинцию Сирия.

## Экономика
Первые финикийцы были рыболовами. Со временем их рыболовецкие деревни превратились в богатые купеческие центры, поскольку они стали использовать свои корабли не только для рыбной ловли, но и для торговли с заморскими землями. Финикийцы создавали палубные гребные суда из ливанского кедра. В поисках дешёвого сырья и новых рынков сбыта финикийцы плавали по всему Средиземному морю, доходили до Атлантического побережья Испании (Фарсис) и даже — до Британских островов, откуда везли олово. Их опорные пункты находились в Испании, в Сицилии, на Сардинии и Корсике; но наибольшее значение приобрели североафриканские колонии, и прежде всего Карфаген, опаснейший противник Рима. Отправлялись финикийцы и в загадочную страну Офир.
Яркое описание финикийской торговли дано в книге Иезекииля. Финикийцы вели также и большую сухопутную торговлю. Она производилась караванами: товары навьючивали на верблюдов, которые потом длинной вереницей совершали переходы по степям. Из Фувала и Мешеха привозили медную посуду (Иез. 27:13), из Фогарма — лошадей (Иез. 27:14), из Дамаска — вино и белую шерсть (Иез. 27:18), из Аравии — овец (Иез. 27:21).
На финикийских мануфактурах выделывались искусные вещи из металлов, слоновой кости и чёрного дерева; из шерсти и шёлка они изготовляли дорогие ткани.
Особенно высоко ценились тогда ткани, окрашенные пурпуровой краской, которую финикийцы добывали из морских раковин (моллюсков) у берегов Финикии.

## Морские экспедиции

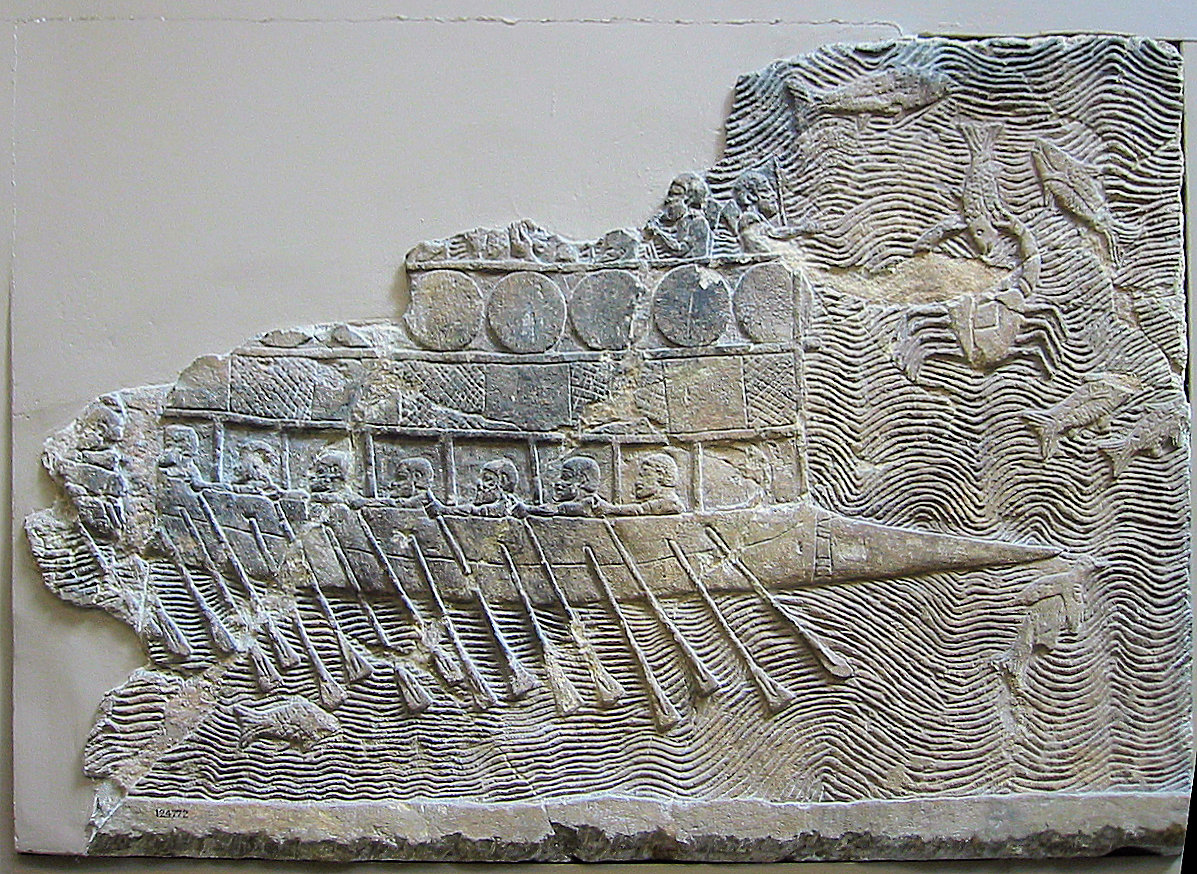
Ассирийский военный корабль (вероятно, построенный финикийцами) с двумя рядами вёсел, рельеф из Ниневии, около 700 года до н. э.

Около 1500 года до н. э. им удалось выйти в Атлантический океан из Средиземного моря и достичь Азорских и Канарских островов.
Около 600 года до н. э. по приказу египетского фараона Нехо II (по другой версии, около 660 года до н. э. по приказу номарха Нехо I) обогнули Африканский континент. Путь от Красного моря до пролива Гибралтар занял три года. Во время этого путешествия они начали использовать вёсла, которые располагались на трёх палубах, и четырёхугольный парус площадью около 300 м².

## Финикия в Библии
Финикийский Сидон назван «первенцем Ханаана» (Быт. 10:15). В эпоху израильского завоевания Ханаана финикийский Сидон уже назван Великим (Нав. 19:28) и упомянут другой финикийский город Тир (Нав. 19:29; Пс. 82:8; Пс. 86:4) — они послужили северными пределами расселения евреев (Суд. 3:3). Во времена царя Соломона финикийский Сидон владел всем Ливаном и богател за счёт продажи кедров (3Цар. 5:6), но известным финикийским правителем был царь тирский Хирам (3Цар. 5:1). Тир торговал «с народами на многих островах» (Иез. 27:3), властвовал от Сидона до Арвада (Иез. 27:8). Финикийцы помогали израильтянам строить храм и учили их мореходному делу (3Цар. 16:32).
Женитьба Ахава на Иезавели, дочери сидонского царя Ефваала, имела важное политическое значение, но оказала пагубное влияние на израильскую религию. В Самарии появились капища Ваала (3Цар. 16:32). С финикийским влиянием в Израиле боролся пророк Илия. В финикийской Сарепте он явил чудо неиссякаемой кадки и кувшина (3Цар. 17:14).
В Новом Завете Финикия иногда называется собственным именем (Деян. 11:19; 15:3), а иногда обозначается в качестве «пределов Тирских и Сидонских» (Мк. 7:24), где согласно Евангелиям Иисус Христос изгнал демона из дочери «сирофиникиянки» (Мк. 7:26) или «хананеянки» (Мф. 15:22). Другие жители «приморских мест Тирских и Сидонских» слушали Нагорную проповедь (Лк. 6:17).

## Финикийские колонии
Финикийцы освоили практически всё побережье Средиземного моря. Первым объектом их колонизации стал Кипр (в XII веке до н. э.), а затем другие крупные острова — Корсика, Крит, Мальта (Мдина), Сицилия (Лилибей, Мотия, Палермо) и Сардиния (Ольбия).
Самой крупной колонией финикийцев стал Карфаген, влияние которого распространилось на всё средиземноморское побережье Магриба (Бизерта, Гадрумет, Гиппон, Типаса, Лептис-Магна, Лептис-Минор, Сабрафа, Утика) и Испании (Гибралтар, Кадис, Картахена, Малага).
Колонии финикийцев не исчезли бесследно. Современные генетики доказали, что потомки финикийцев (носители гаплогруппы J2) до сих пор живут на средиземноморском побережье, давно утратив свой язык и этническую идентификацию. Так, около трети населения Мальты является прямыми потомками финикийских колонистов.

## Религия

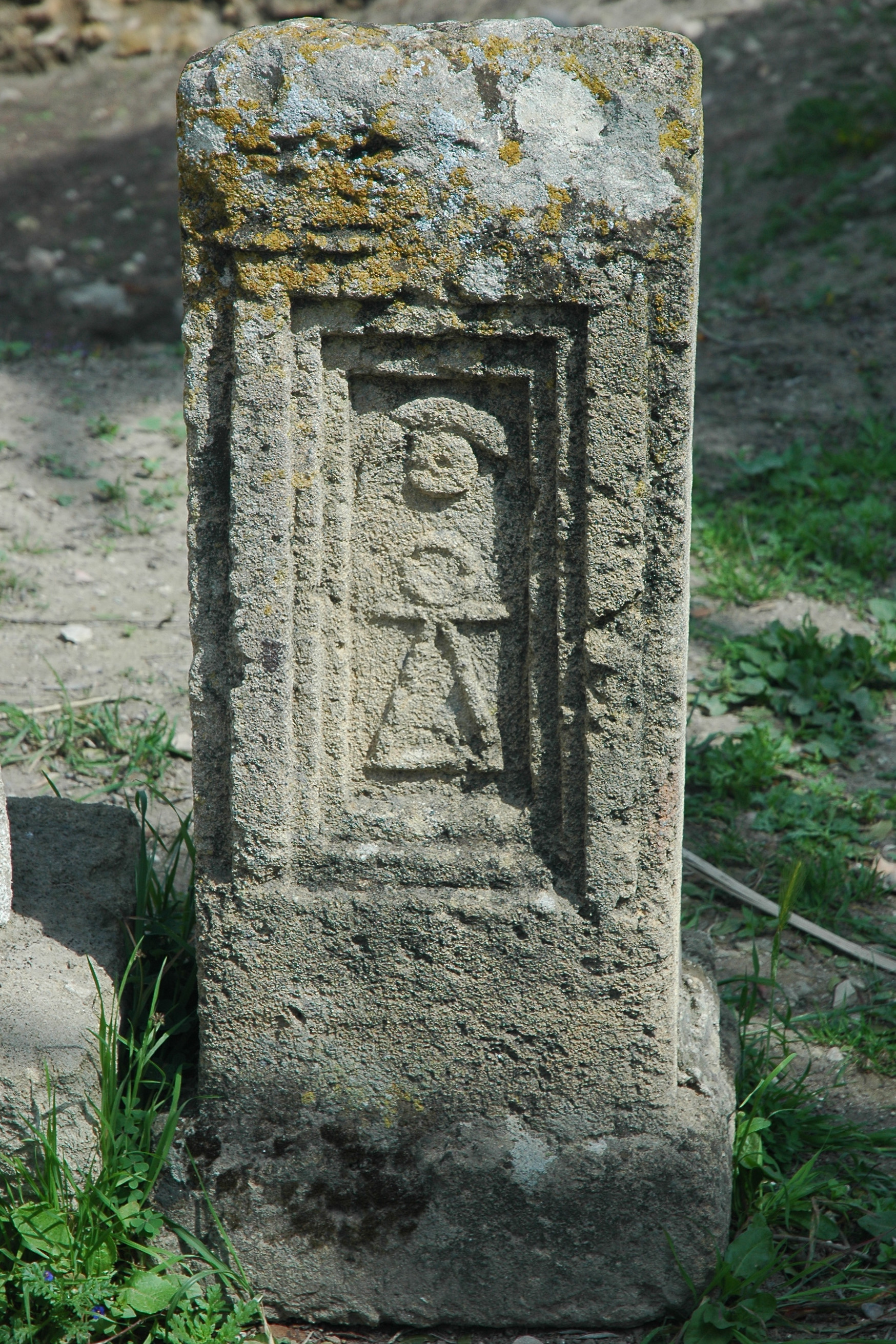
Погребальная стела тофет, изображающая (под луной и солнцем) символ Танит, королевы-богини Карфагена

Знак Танит, один из нескольких вариантов.

Финикийская религия была частью семитских культов. Культ отправлялся профессиональной кастой жрецов, которые занимали привилегированное положение в обществе. Архитектура храмов финикийских богов явилась прообразом храма Соломона, который был построен при активной помощи тирских инженеров. Пантеон финикийских богов стал общим для семитских народов. Древние иудеи поклонялись финикийским Астарте и Таммузу. Особо финикийцы почитали Святые Горы. Одним из последних адептов финикийской религии был Гелиогабал, который особое внимание уделял солярному культу и экстатическому поклонению.

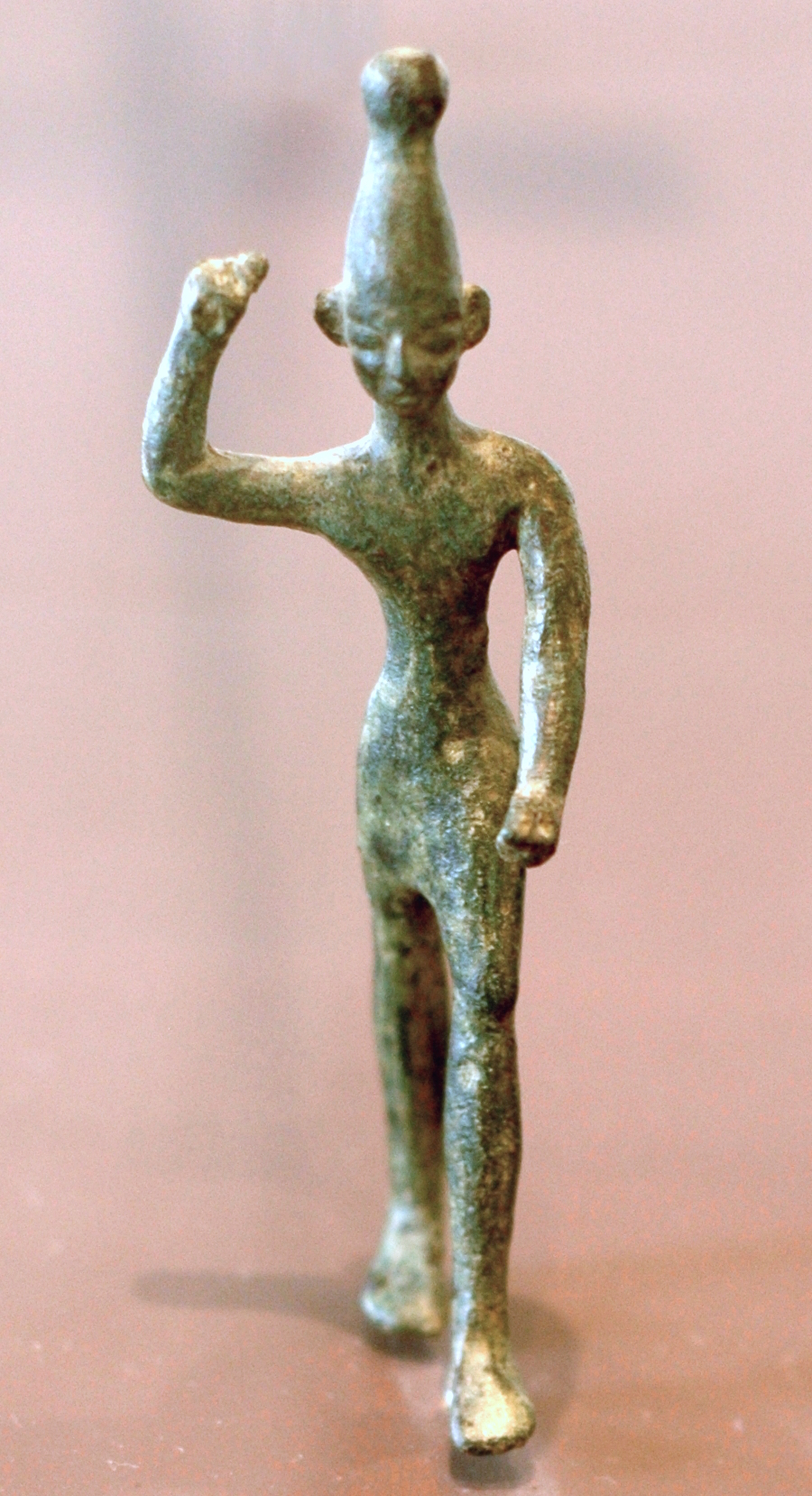
Фигура Баала с поднятой рукой, XIV-XII века до н. э., найденная в древнем Угарите (город Рас Шамра), городе на крайнем севере финикийского побережья. Лувр

В связи с обширными культурными, экономическими и политическими связями с Египтом и, позднее, Грецией, многие финикийские божества имеют аналоги в египетской и греческой мифологии. Характерно обожествление личности правителя либо наместника Ваал, что соотносится с древнеегипетской религиозной традицией. Мелькарт, более известный в христианской традиции под наименованием Молох, также свидетельствует о подобной традиции обожествления и почитания городского правителя. Позднее, греческие источники стали отождествлять его с Геркулесом. Часто верховный бог приобретал черты солярного божества.
Наряду с небесным мужским божеством почиталась и богиня-мать Астарта (божество сидонское — 3Цар. 11:5), одной из форм поклонения которой была храмовая проституция — однократная продажа своего тела за деньги, отдаваемые в храм Богини.
Финикийская религия представляла собой синтез различных традиций. Кочевой семитский культ небесных светил (солярного быкоголового Солнца и женской богини Луны) наслаивался на матриархальный неолитический культ Великой Матери (родственной Кибеле) и египетской паре Исиды и Осириса (Адонис).
Принесение в жертву детей воспринималось как наиболее угодная богам жертва; народы, соседствовавшие с финикийцами, считали этот обычай доказательством особой жестокости последних. Этот вид жертвоприношения практиковался в особо важных случаях, известны жертвоприношения одновременно нескольких сотен детей. Урны с прахом хоронили на священном участке, называвшемся тофет. Эту практику заимствовали у финикийцев древние евреи после завоевания Южного Ханаана. В Библии упоминается о «проведении через огонь» детей в долине Гинномской (Геенна) около Иерусалима, в честь Молоха, при еврейских царях. Местом отправления культа был, согласно Библии, Тофет в долине Хинном (Иер. 32:35).
Вопрос о детских жертвоприношениях и о том, насколько регулярно они совершались в Финикии, давно является предметом споров среди библеистов и археологов. Профессор антропологии и истории Джефри Шварц и его коллеги предложили более мягкую интерпретацию: «Детей кремировали, независимо от причины смерти». Для изучения были взяты останки 348 погребальных урн, обнаруженных при раскопках карфагенского тофета.
Экспертиза показала, что большинство захоронений содержат останки детей, погибших в возрасте от пяти месяцев внутриутробной жизни или умерших на первом году жизни. Установлено, что много младенцев умерло в возрасте двух-пяти месяцев, и, по крайней мере, 20 % от общего числа — мертворождённые.
Таким образом, учёные сделали вывод, что тофет был местом погребения мертворождённых детей и умерших вскоре после рождения — дети такого возраста вряд ли могли быть принесены в жертву.
Ни в одной из урн не содержалось достаточно скелетного материала, который указывал бы на двойное захоронение. Таким образом, нельзя говорить о массовых жертвоприношениях.

## Вклад в культуру
Финикийцы внесли следующий вклад в развитие мировой цивилизации:
- изобрели алфавитное письмо, которое послужило основой греческого алфавита и латиницы;
- карфагенянин Ганнон Мореплаватель первым обогнул Африку с востока на запад;
- способствовали освоению берегов Средиземного моря и включению их в международную торговлю;
- усовершенствовали технологию получения стекла;
- научились добывать из раковин моллюсков пурпур.

Поначалу финикийцы, не имевшие собственной письменности, в деловой и дипломатической переписке использовали аккадский язык, что создавало определённые затруднения. Аккадская клинопись требовала немало времени на изучение — она насчитывала около 600 знаков, каждый из которых имел несколько значений. Чтобы вести переписку на чужом языке, необходимо было содержать штат специально обученных писцов. Неудобства использования аккадского языка привели финикийцев к созданию своего собственного линейного письма, на основании которого было создано алфавитное письмо всех европейских и большей части неевропейских народов.
В основу финикийских скульптур вошли египетская поза, присущая египетскому искусству и явные ассирийские черты, ввиду контролирования Финикии этими государствами. После прибытия полулегендарного царя Кадма в Грецию архаические древнегреческие статуэтки со времен Микен и Минойской цивилизации приобрели новый образ в лице куросов и в их женских версиях — корах.

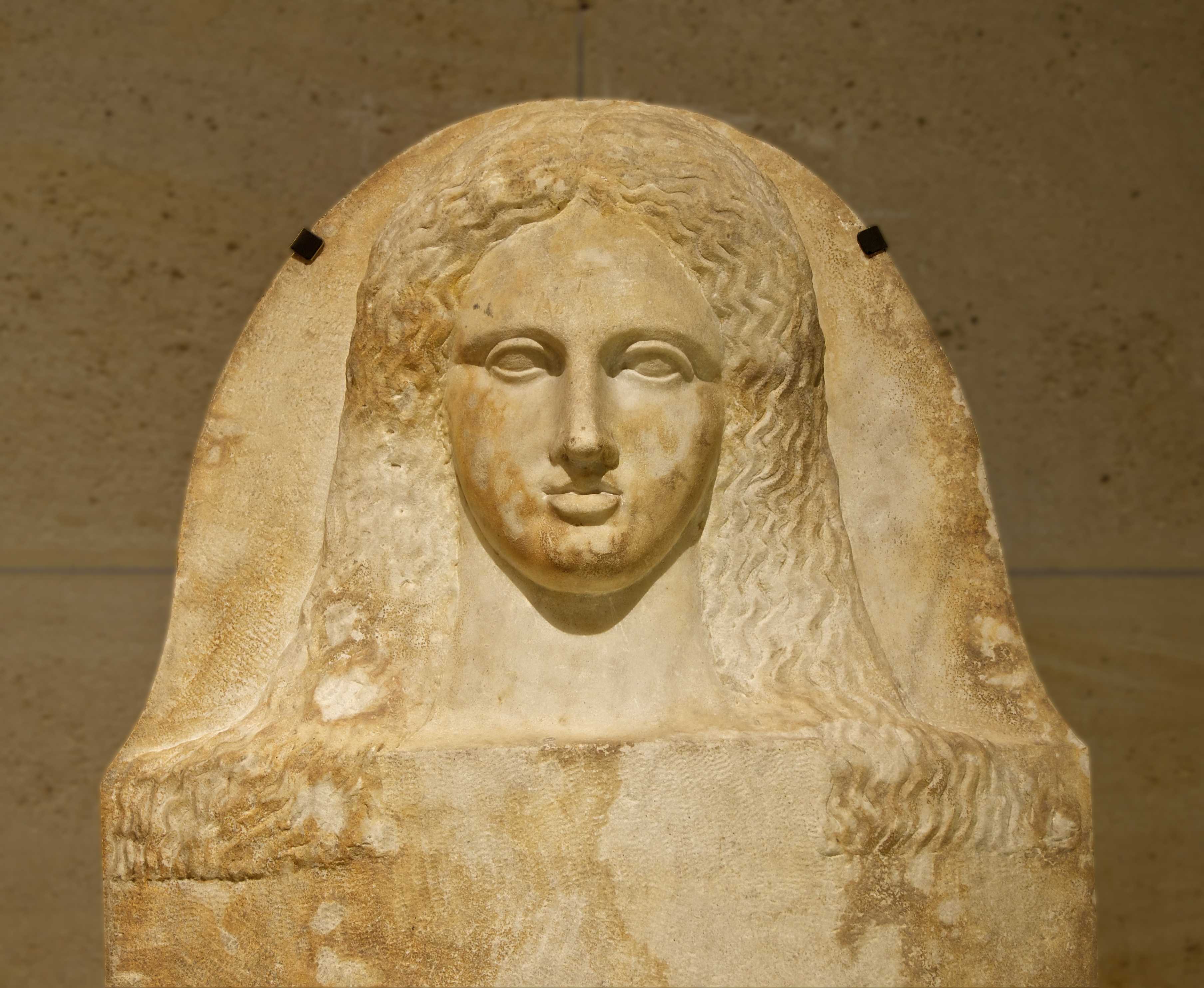
Крышка финикийского антропоидного саркофага женщины, сделанная из мрамора, 350–325 гг. до н. э., из Сидона, в настоящее время в Лувре
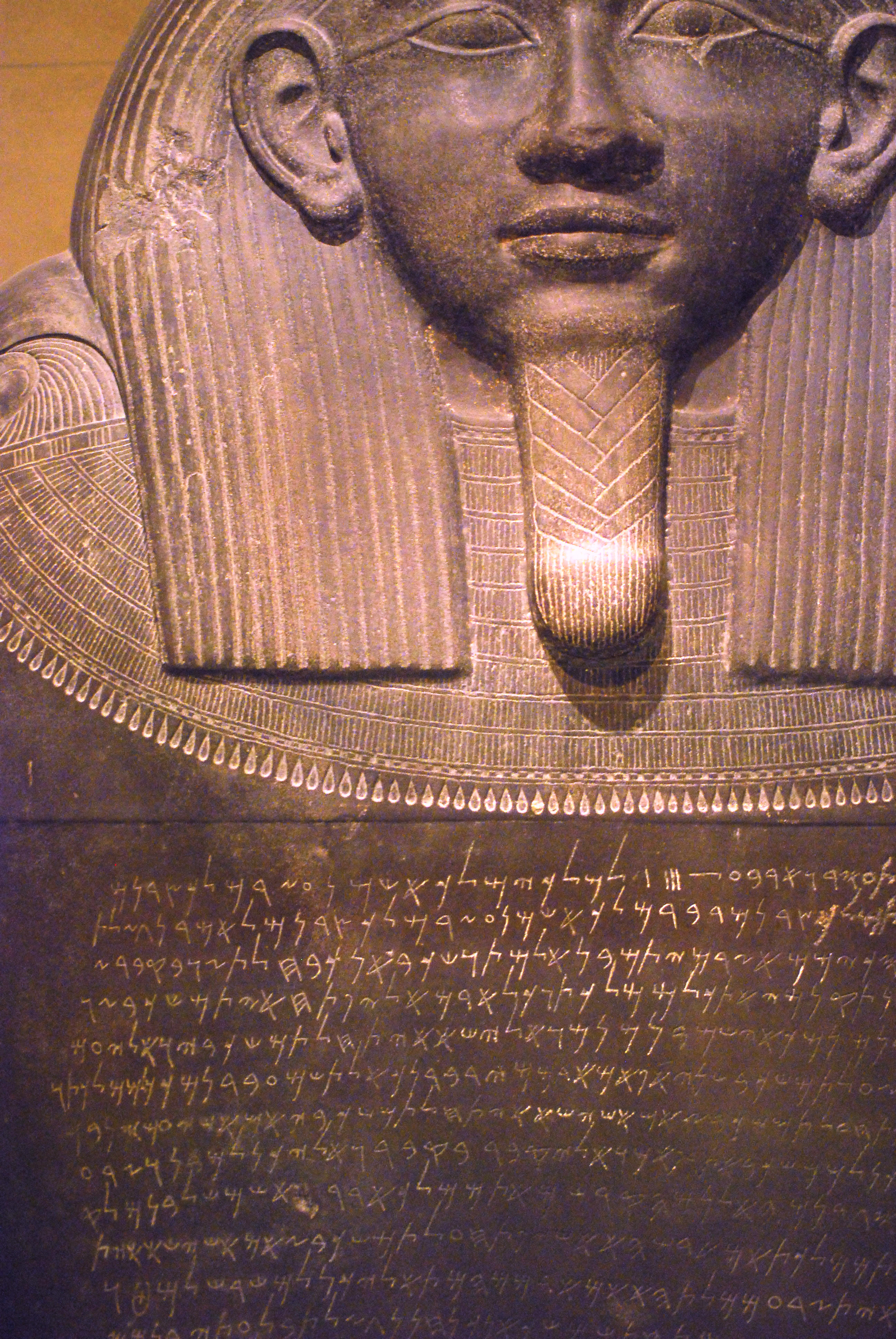
Саркофаг Эшмуназора II[англ.] (V век до н. э.), финикийского царя Сидона, найденного недалеко от Сидона, на юге Ливана
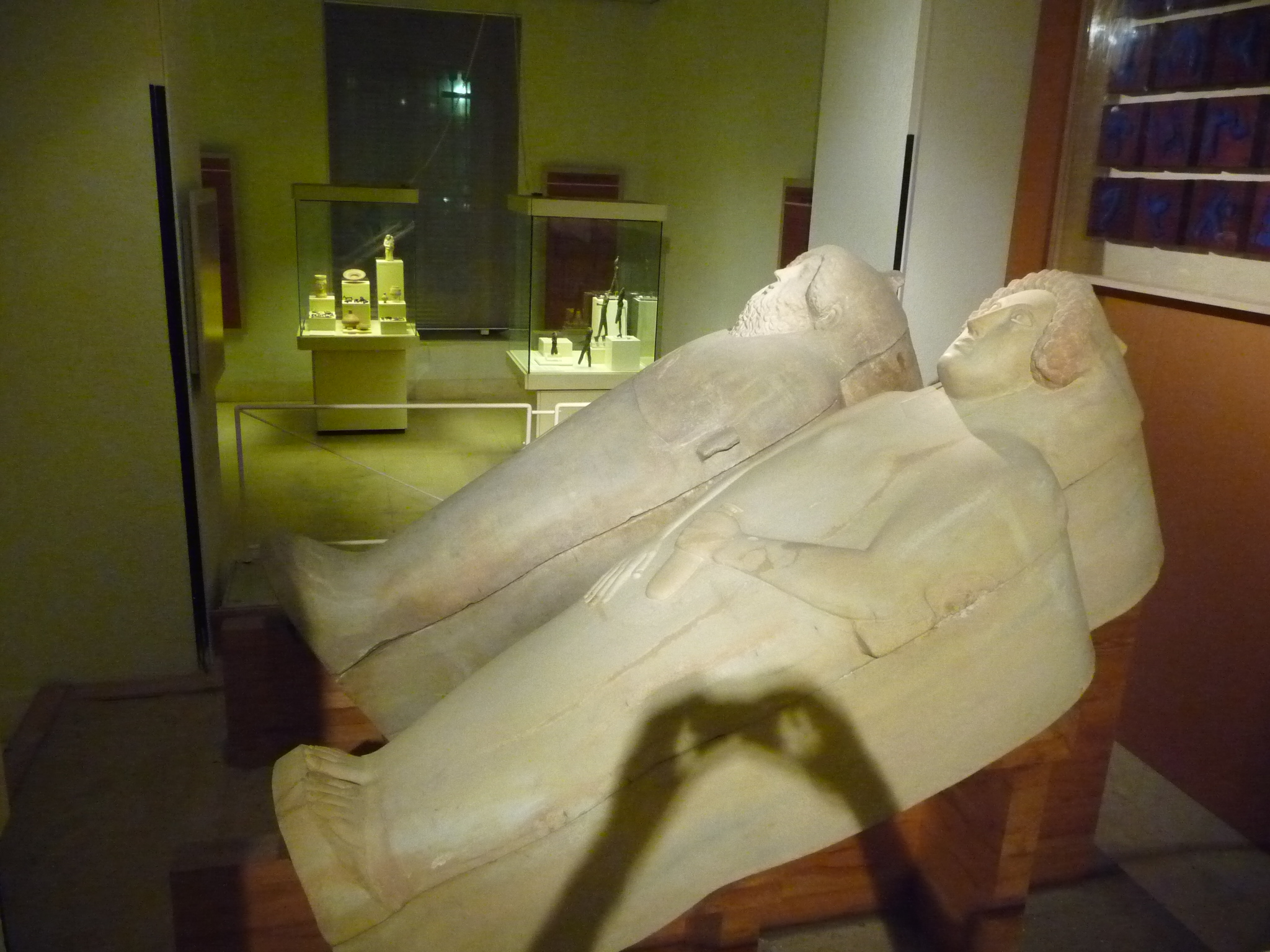
Финикийские саркофаги, найденные в Кадисе, теперь в Археологическом музее Кадиса; считается, что саркофаги были завезены с финикийской родины вокруг Сидона
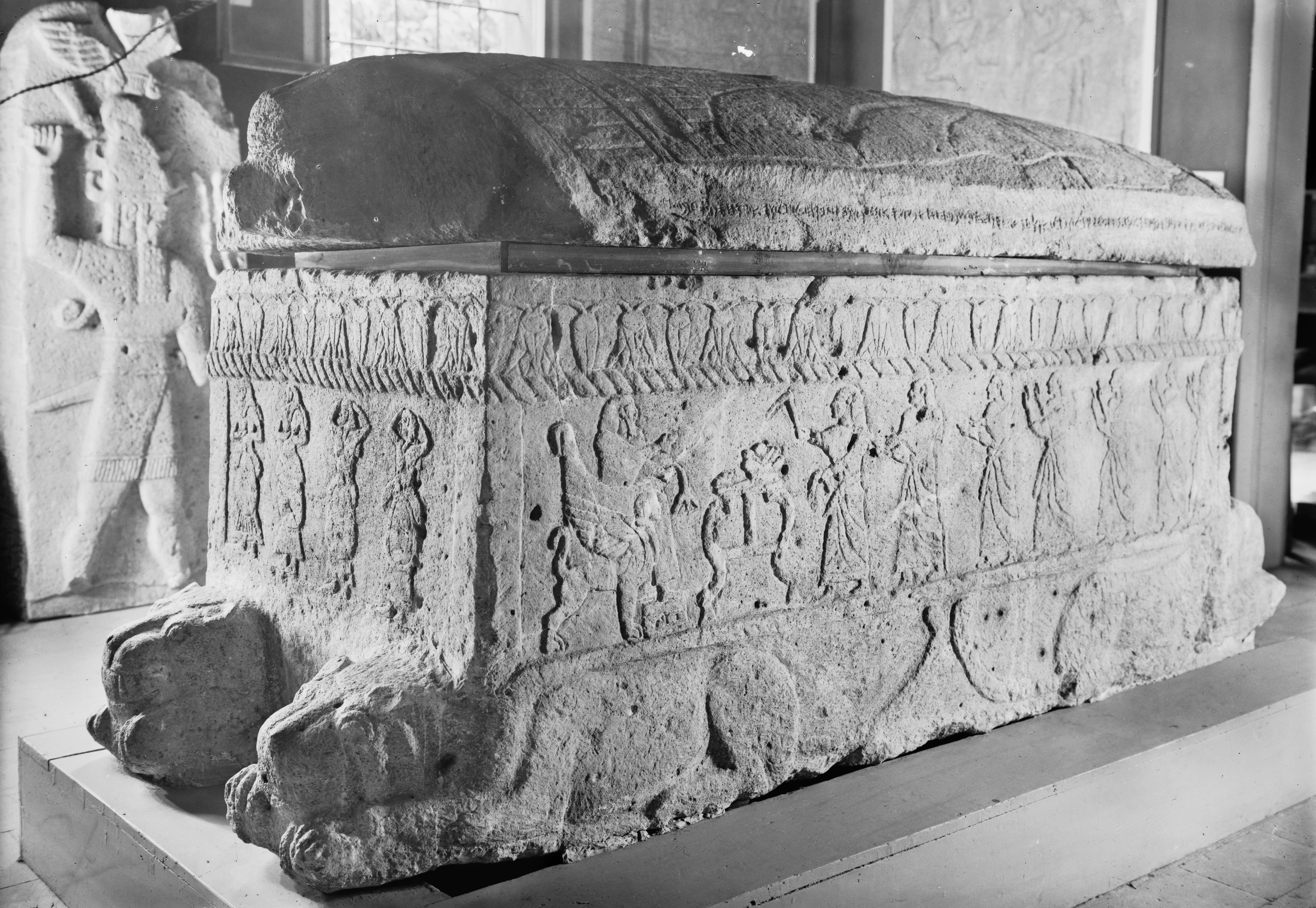
Саркофаг Ахирама в Национальном музее Бейрута
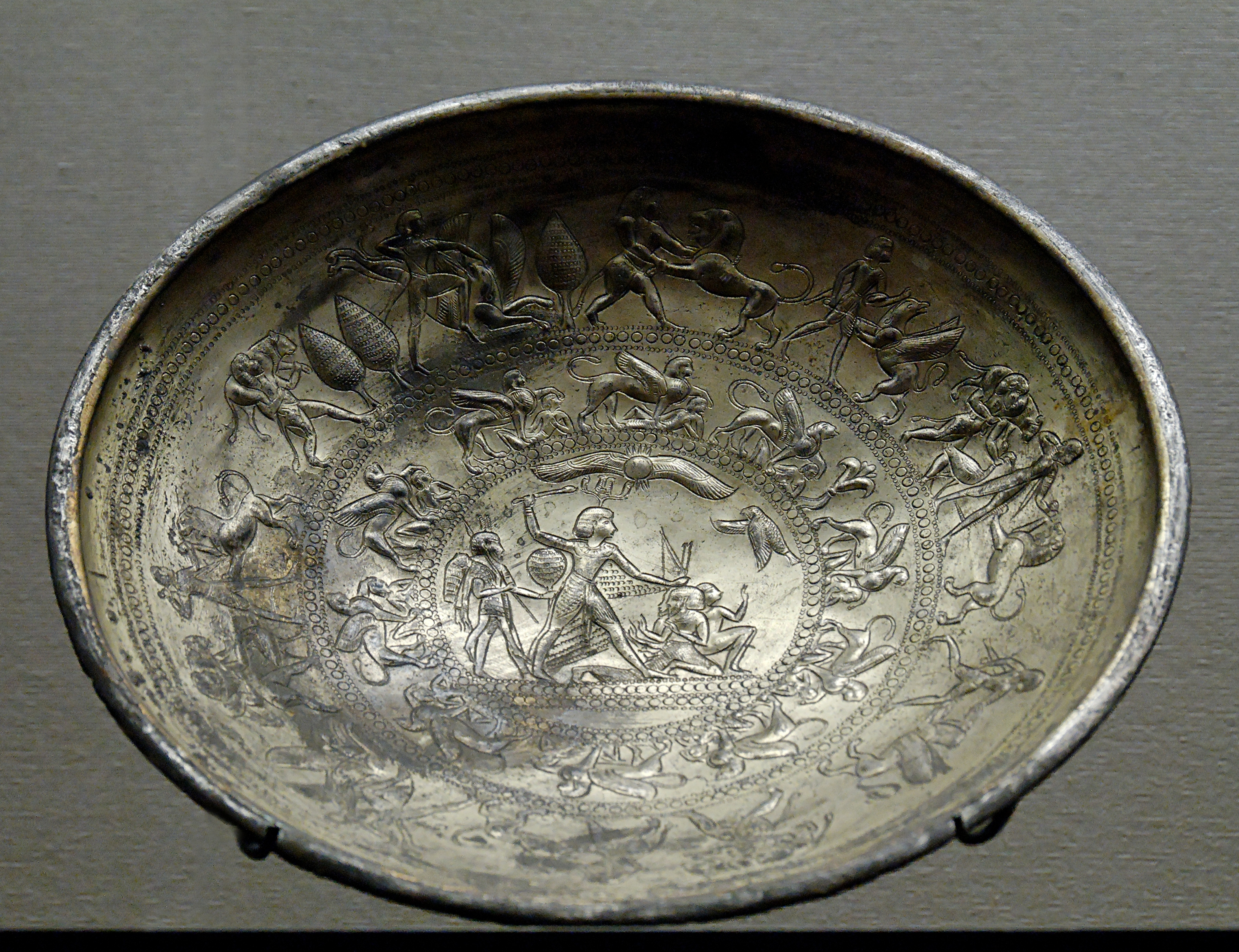
Чаша с мифологическими сценами, фризом со сфинксом и изображением царя, побеждающего своих врагов; электрум, кипро-архаический I[англ.], VIII-VII века до н. э., из Идалиона, Кипр
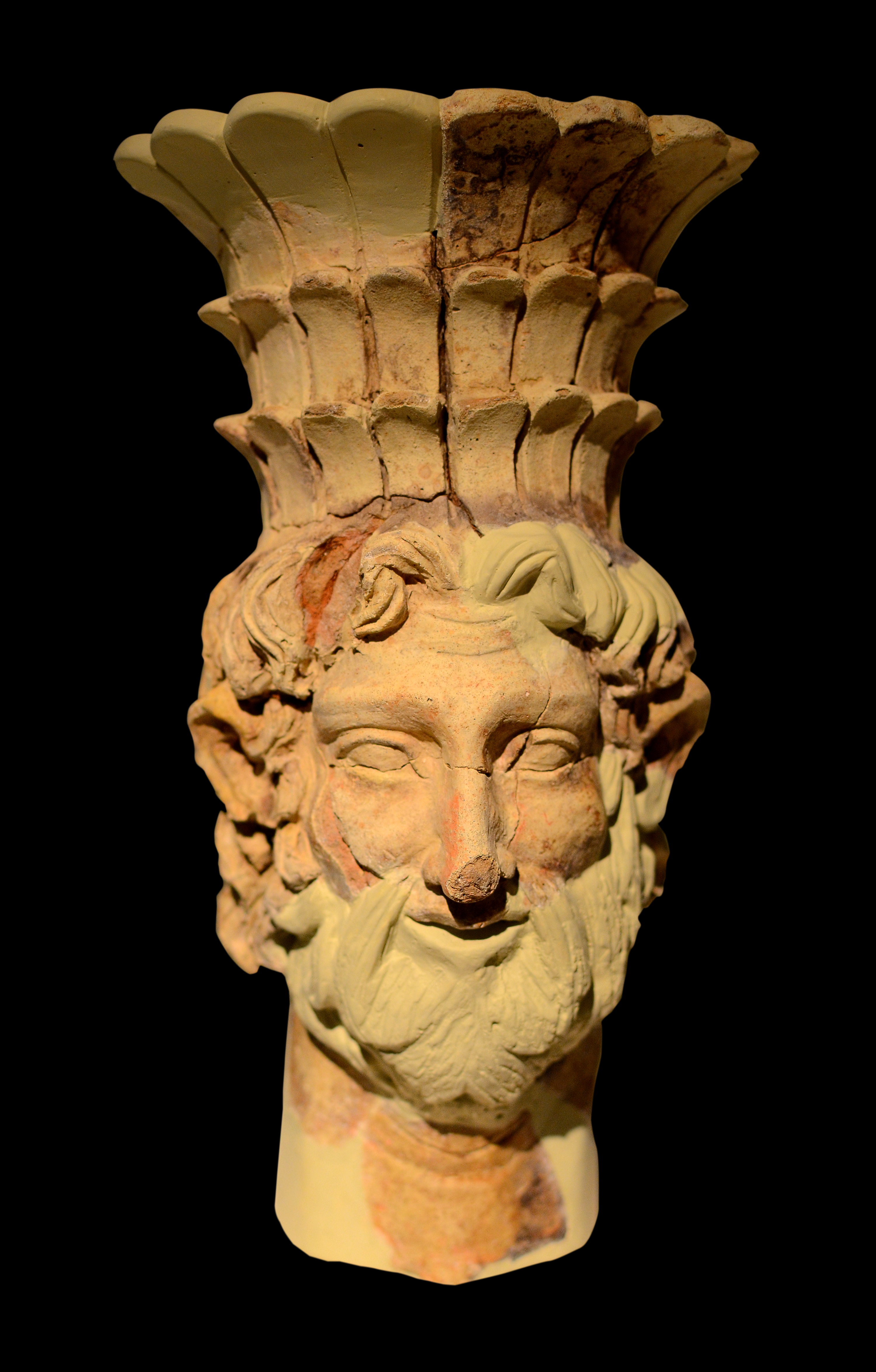
Курильница благовоний с изображением Баал-Хамона, II век до н. э.
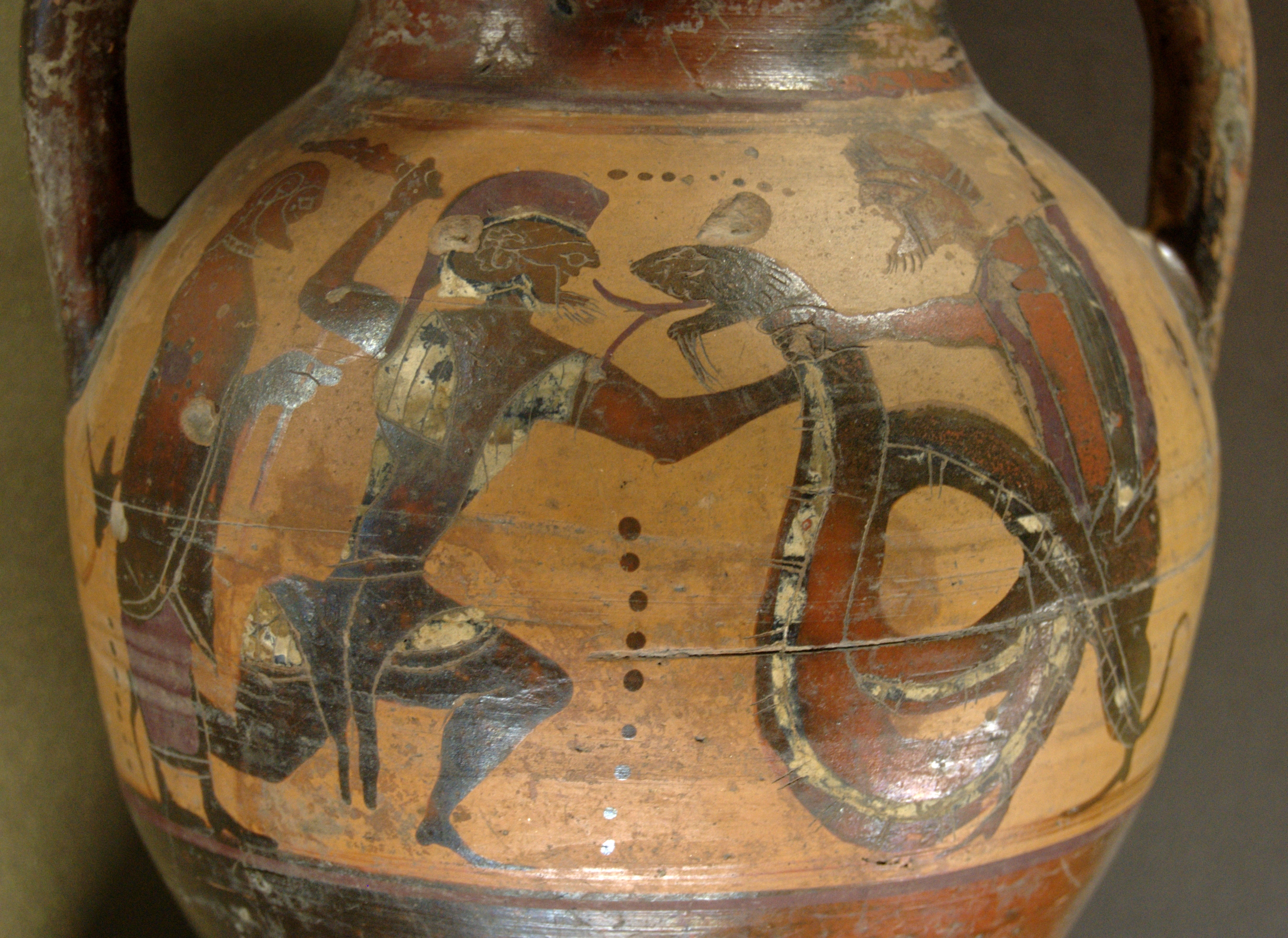
Кадм сражается с драконом. Сторона А чёрнофигурной амфоры из Эвбеи, ок. 560-550 до н. э., Лувр